# Andrew Hoy
Andrew Hoy (n. 8 februarie 1959, Culcairn⁠(d), Noul Wales de Sud, Australia) este un agricultor australian, medaliat olimpic. A participat la 8 ediții ale Jocurilor Olimpice (1984, 1988, 1992, 1996, 2000, 2004, 2012, 2020) în care a câștigat două medalii de aur și o medalie de argint.